# Легка атлетика на Всеукраїнських літніх спортивних іграх 2003
Змагання з легкої атлетики на Всеукраїнських літніх спортивних іграх 2003, що мали статус чемпіонату України з легкої атлетики, були проведені 3-6 липня в Києві на НСК «Олімпійський».
Крім основної легкоатлетичної програми в Києві, переможці Ігор та, одночасно, національні чемпіони визначались 22-23 лютого у шосейній ходьбі на 50 кілометрів серед чоловіків та на 20 кілометрів у жінок (Євпаторія) та 6 вересня — у марафонському бігу (Євпаторія).

## Ігри

### Чоловіки
| Дисципліни                | Золото                                                                                    | Золото   | Срібло                                                                        | Срібло   | Бронза                                                                                     | Бронза   |
| ------------------------- | ----------------------------------------------------------------------------------------- | -------- | ----------------------------------------------------------------------------- | -------- | ------------------------------------------------------------------------------------------ | -------- |
| 100 метрів                | Костянтин Рурак Запорізька область                                                        | 10,18    | Дмитро Глущенко Харківська область                                            | 10,40    | Костянтин Васюков Донецька область                                                         | 10,43    |
| 200 метрів                | Євген Зюков Харківська область                                                            | 21,38    | Володимир Демченко Дніпропетровська область                                   | 21,45    | Станіслав Пупов Донецька область                                                           | 21,45    |
| 400 метрів                | Андрій Твердоступ Харківська область                                                      | 46,23    | Михайло Книш Вінницька область                                                | 46,61    | Михайло Дмитрієв Запорізька область                                                        | 47,03    |
| 800 метрів                | Іван Гешко Чернівецька область                                                            | 1.45,98  | Володимир Ковалик Івано-Франківська область                                   | 1.47,91  | Євген Потребенко Луганська область                                                         | 1.48,57  |
| 1500 метрів               | Іван Гешко Чернівецька область                                                            | 3.42,39  | Вадим Слободенюк Рівненська область                                           | 3.43,69  | Микола Трубачов Київська область                                                           | 3.44,97  |
| 5000 метрів               | Сергій Лебідь Донецька область                                                            | 13.35,87 | Дмитро Барановський Київська область                                          | 13.38,36 | Василь Матвійчук Хмельницька область                                                       | 13.48,33 |
| 10000 метрів              | Сергій Лебідь Донецька область                                                            | 28.12,62 | Василь Матвійчук Хмельницька область                                          | 28.48,40 | Андрій Наумов Донецька область                                                             | 29.06,58 |
| 110 метрів з бар'єрами    | Сергій Демидюк Київ                                                                       | 14,04    | Сергій Черненков Рівненська область                                           | 14,25    | Сергій Басенко Вінницька область                                                           | 14,57    |
| 400 метрів з бар'єрами    | Геннадій Горбенко Київ                                                                    | 49,81    | Андрій Фатєєв Дніпропетровська область                                        | 50,91    | Олександр Гладков Харківська область                                                       | 50,96    |
| 3000 метрів з перешкодами | Вадим Слободенюк Рівненська область                                                       | 8.34,00  | Сергій Редько Луганська область                                               | 8.39,43  | Юрій Гичун Рівненська область                                                              | 8.42,00  |
| 4×100 метрів              | Запорізька областьЄвген Петров Віталій Борисенко Віталій Мединський Вадим Лобанов         | 41,20    | АР КримОлександр Рябцев Олександр Турський Олексій Савін Олег Решетняк        | 41,23    | Дніпропетровська область U23Андрій Береза Сергій Вдовиченко Олександр Пацеля Роман Шпилька | 41,41    |
| 4×400 метрів              | Дніпропетровська областьВолодимир Демченко Роман Воронько Андрій Фатєєв Геннадій Горбенко | 3.07,56  | Харківська областьЄвген Бібік Андрій Твердоступ Олександр Гладков Євген Зюков | 3.07,65  | Запорізька областьСергій Малашко Олександр Шумаков Євген Кущ Михайло Дмитрієв              | 3.08,99  |
| Марафон                   | Олександр Головницький Волинська область                                                  | 2:24.48  | Руслан Кандиба Івано-Франківська область                                      | 2:26.36  | Олексій Поминчук Рівненська область                                                        | 2:29.37  |
| Ходьба 20 кілометрів      | Олексій Шелест Сумська область                                                            | 1:28.18  | Андрій Ковенко Вінницька область                                              | 1:28.39  | Іван Луцик Волинська область                                                               | 1:30.05  |
| Ходьба 50 кілометрів      | Олексій Шелест Сумська область                                                            | 3:57.12  | Олексій Казанін Київська область                                              | 3:58.20  | Юрій Бурбан Львівська область                                                              | 4:03.19  |
| Стрибки у висоту          | Андрій Соколовський Вінницька область                                                     | 2,30     | Руслан Гливинський Одеська область                                            | 2,26     | Віктор Шаповал Львівська область                                                           | 2,23     |
| Стрибки з жердиною        | Денис Юрченко Донецька область                                                            | 5,50     | Олександр Корчмід Київська область                                            | 5,40     | Максим Мазурик Донецька область                                                            | 5,40     |
| Стрибки в довжину         | Володимир Зюськов Донецька область                                                        | 8,21     | Олексій Лукашевич Дніпропетровська область                                    | 8,14     | Валерій Васильєв Сумська область                                                           | 8,01     |
| Потрійний стрибок         | Микола Саволайнен Київ                                                                    | 16,85    | Євген Семененко Харківська область                                            | 16,52    | Володимир Кравченко Дніпропетровська область                                               | 16,19    |
| Штовхання ядра            | Юрій Білоног Одеська область                                                              | 21,81 NR | Роман Вірастюк Івано-Франківська область                                      | 20,78    | Юрій Пархоменко Київ                                                                       | 19,60    |
| Метання диска             | Юрій Білоног Одеська область                                                              | 60,29    | Аббас Самімі Іран                                                             | 58,15    | Кирило Чупринін Волинська область                                                          | 56,93    |
| Метання молота            | Андрій Скварук Рівненська область                                                         | 81,74    | Владислав Піскунов АР Крим                                                    | 78,55    | Олександр Крикун Черкаська область                                                         | 78,30    |
| Метання списа             | Олег Стаценко Харківська область                                                          | 72,19    | Віктор Міщук Волинська область                                                | 71,99    | Олександр Тертичний Київ                                                                   | 67,70    |
| Десятиборство             | Федір Лаухін Київ                                                                         | 7358     | Сергій Олійник Одеська область                                                | 7198     | Володимир Шатковський Київська область                                                     | 7011w    |

### Жінки
| Дисципліни                       | Золото                                                                       | Золото     | Срібло                                                                      | Срібло   | Бронза                                                                           | Бронза   |
| -------------------------------- | ---------------------------------------------------------------------------- | ---------- | --------------------------------------------------------------------------- | -------- | -------------------------------------------------------------------------------- | -------- |
| 100 метрів                       | Олена Пастушенко Харківська область                                          | 11,27      | Анжела Кравченко Донецька область                                           | 11,42    | Тетяна Ткаліч Харківська область                                                 | 11,46    |
| 200 метрів                       | Марина Майданова Харківська область                                          | 22,86      | Тетяна Боненко Донецька область                                             | 23,15    | Наталія Лебедюк Львівська область                                                | 23,81    |
| 400 метрів                       | Антоніна Єфремова Донецька область                                           | 51,36      | Ольга Міщенко Рівненська область                                            | 51,92    | Наталія Пигида Київська область                                                  | 52,76    |
| 800 метрів                       | Тамара Твердоступ Харківська область                                         | 2.02,64    | Юлія Кревсун Харківська область                                             | 2.02,88  | Тетяна Петлюк Київ                                                               | 2.03,33  |
| 1500 метрів                      | Ірина Ліщинська Донецька область                                             | 4.10,48    | Наталія Тобіас Донецька область                                             | 4.11,08  | Неля Непорадна Івано-Франківська область                                         | 4.11,68  |
| 5000 метрів                      | Наталія Сидоренко Донецька область                                           | 15.52,28   | Тетяна Головченко Сумська область                                           | 15.53,97 | Олена Фадєєва Київ                                                               | 15.56,52 |
| 10000 метрів                     | Наталія Беркут Київська область                                              | 33.01,67   | Ілона Барванова АР Крим                                                     | 33.51,07 | Тетяна Гладир Миколаївська область                                               | 34.10,56 |
| 100 метрів з бар'єрами           | Олена Красовська Київ                                                        | 13,33      | Євгенія Снігур Харківська область                                           | 13,79    | Станіслава Пугачова Харківська область                                           | 14,11    |
| 400 метрів з бар'єрами           | Анастасія Рабченюк Дніпропетровська область                                  | 56,52      | Ганна Бордюгова Київ                                                        | 56,89    | Тетяна Дебела Дніпропетровська область                                           | 56,93    |
| 3000 метрів з перешкодами        | Валентина Горпинич Миколаївська область                                      | 10.00,73   | Анжеліка Аверкова АР Крим                                                   | 10.11,29 | Валерія Мара АР Крим                                                             | 10.16,24 |
| 4×100 метрів                     | УкраїнаТетяна Ткаліч Анжела Кравченко Олена Пастушенко Марина Майданова      | 42,96 NR   | Донецька областьЄвгенія Коткова Тетяна Боненко Ірина Ніколенко Олена Вегнер | 44,52    | Харківська областьЄвгенія Снігур Оксана Кайдаш Юлія Семенова Станіслава Пугачова | 44,95    |
| 4×400 метрів                     | Донецька областьЮлія Кревсун Ірина Ліщинська Антоніна Єфремова Ольга Міщенко | 3.31,41    | КиївТетяна Мовчан Лілія Пілюгіна Ганна Бордюгова Тетяна Петлюк              | 3.33,87  | Харківська областьОлена Чебану Тамара Твердоступ Марина Білаш Олександра Рижкова | 3.35,76  |
| Марафон                          | Тетяна Булищенко Запорізька область                                          | 2:40.29    | Вікторія Ганущина Запорізька область                                        | 2:53.15  | Ніна Коврижкіна АР Крим                                                          | 2:53.17  |
| Ходьба 20 кілометрів (Євпаторія) | Віра Зозуля Тернопільська область                                            | 1:28.19 NB | Валентина Савчук Волинська область                                          | 1:28.52  | Олена Мірошниченко Сумська область                                               | 1:30.20  |
| Ходьба 20 кілометрів (Київ)      | Віра Зозуля Тернопільська область                                            | 1:32.37    | Людмила Єгорова Сумська область                                             | 1:36.40  | Ніна Москвіна Вінницька область                                                  | 1:40.22  |
| Стрибки у висоту                 | Віта Паламар Київ                                                            | 2,00       | Інга Бабакова Миколаївська областьВіта Стьопіна Запорізька область          | 1,98     | не вручалась                                                                     |          |
| Стрибки з жердиною               | Наталія Кущ Донецька область                                                 | 4,40       | Анжела Балахонова Київ                                                      | 4,30     | Євгенія Коткова Донецька область                                                 | 4,30     |
| Стрибки в довжину                | Наталія Сорокіна Вінницька область                                           | 6,45       | Юлія Акуленко Дніпропетровська область                                      | 6,43     | Вікторія Вершиніна Київ                                                          | 6,36     |
| Потрійний стрибок                | Олена Говорова Київ                                                          | 14,11      | Світлана Мамєєва Київ                                                       | 13,60    | Марина Самборська Вінницька область                                              | 13,60    |
| Штовхання ядра                   | Віта Павлиш Київська область                                                 | 19,31      | Тетяна Насонова Херсонська область                                          | 17,20    | Ілона Захарченко Київ                                                            | 16,61    |
| Метання диска                    | Олена Антонова Дніпропетровська область                                      | 60,91      | Наталія Фокіна Донецька область                                             | 58,46    | Вікторія Бойко Донецька область                                                  | 55,76    |
| Метання молота                   | Ірина Секачова Київська область                                              | 71,91 NR   | Марина Резанова Київ                                                        | 64,62    | Світлана Ковальчук Київ                                                          | 62,31    |
| Метання списа                    | Ганна Сластіна Миколаївська область                                          | 57,07      | Ірина Харун Харківська область                                              | 56,16    | Надія Кобрин Донецька область                                                    | 55,21    |
| Семиборство                      | Ганна Мельниченко Полтавська область                                         | 5523       | Юлія Якименко Дніпропетровська область                                      | 5317     | Єлізавета Іващенко Харківська область                                            | 5127w    |

## Інші чемпіонати
Крім визначення чемпіонів країни в межах програми Ігор, 30-31 січня в Ялті були розіграні нагороди зимового чемпіонату країни з легкоатлетичних метань (диск, молот, спис), а 24 серпня — в межах бігових змагань «Кубок Незалежності» у Києві були визначені національні чемпіони з напівмарафону.

### Чоловіки
| Дисципліни               | Золото                                     | Золото  | Срібло                                  | Срібло  | Бронза                                   | Бронза  |
| ------------------------ | ------------------------------------------ | ------- | --------------------------------------- | ------- | ---------------------------------------- | ------- |
| Напівмарафон             | Микола Рудик Вінницька область             | 1:04.49 | Леонід Рибак Хмельницька область        | 1:05.00 | Андрій Топтун Київ                       | 1:05.28 |
| Метання диска (зимовий)  | Станіслав Нестеровський Херсонська область | 54,04   |                                         |         | Юрій Крисін Донецька область             | 50,75   |
| Метання молота (зимовий) | Владислав Піскунов АР Крим                 | 78,57   | Вадим Грабовий Дніпропетровська область | 72,38   | Сергій Карпович Дніпропетровська область | 66,76   |
| Метання списа (зимовий)  | Олег Стаценко Харківська область           | 79,44   |                                         |         |                                          |         |

### Жінки
| Дисципліни               | Золото                          | Золото  | Срібло                                    | Срібло  | Бронза                                 | Бронза  |
| ------------------------ | ------------------------------- | ------- | ----------------------------------------- | ------- | -------------------------------------- | ------- |
| Напівмарафон             | Марина Дуброва Київ             | 1:17.52 | Оксана Скляренко Дніпропетровська область | 1:18.40 | Марина Микита Донецька область         | 1:20.18 |
| Метання диска (зимовий)  | Вікторія Бойко Донецька область | 60,24   | Олена Антонова Дніпропетровська область   | 57,57   | Наталія Фокіна Донецька область        | 52,97   |
| Метання молота (зимовий) | Ірина Секачова Київська область | 60,97   | Марина Резанова Київ                      | 60,76   | Тетяна Чикіна Дніпропетровська область | 58,34   |
| Метання списа (зимовий)  | Христина Кліщевська Київ        | 56,38   | Тетяна Ляхович Івано-Франківська область  | 52,96   | Надія Кобрин Донецька область          | 52,38   |